# Italo Calvino

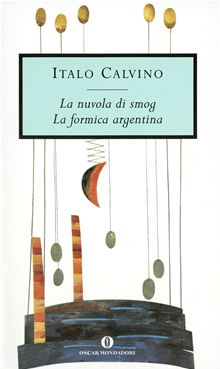
Dílo Itala Calvina

Italo Calvino (15. října 1923 Santiago de Las Vegas – 19. září 1985 Siena) byl italský spisovatel.

## Biografie
Za 2. světové války se účastnil protifašistického odboje, což v něm zanechalo hluboké stopy. Poválečné nadšení ho přivedlo jednak do komunistické strany, jednak mezi italské literární neorealisty. Ze strany vystoupil po maďarském povstání v roce 1956. Rozloučil se taktéž s neorealismem, a sice příklonem k alegorii. V pozdější tvorbě je znát citelný příklon k formálnímu experimentu v duchu literární postmoderny.
Romanopisec a esejista Italo Calvino působil dlouhá léta též jako nakladatelský redaktor.

## Vybrané dílo

### Beletrie
- Cestička pavoučích hnízd, Mladá fronta 1957 (Il sentiero dei nidi di ragno, 1947)
- Italské pohádky, Odeon 1982 (Fiabe Italiane, 1956)
- Baron na stromě, SNKLU 1962 (Il barone rampante, 1957)
- Naši předkové, Odeon 1970 (I nostri antenati, 1960)
- Sčítatelův den, in 5 italských novel, Odeon 1967 (La giornata d'uno scrutatore, 1963)
- Smolař Matěj aneb dvacet příběhů s neveselým koncem, Albatros 1974 (Marcovaldo ovvero le stagioni in città, 1963)
- Kosmické grotesky, Československý spisovatel 1968 (Le cosmicomiche, 1965)
- Hrad zkřížených osudů, Volvox Globator 2001 (Il castello dei destini incrociati, 1969)
- Nesnadné lásky, Odeon 1978 (Gli amori difficili, 1970)
- Neviditelná města, Odeon 1986, Dokořán 2017 (Le città invisibili, 1972)
- Když jedné zimní noci cestující, Mladá fronta 1998, Dokořán 2017 (Se una notte d'inverno un viaggiatore, 1979)
- Nesnadné idyly, Dokořán 2018 (Gli idilli difficili, 1958)
- Nesnadné vzpomínky, Dokořán 2018 (Le memorie difficili, 1948)
- Palomar, Dokořán 2021 (Palomar, 1983)
- Kosmické grotesky, Dokořán 2021 (Le cosmicomiche, 1965)
- T nula, Dokořán 2022 (Ti con zero, 1967)

### Eseje
- Americké přednášky: šest poznámek pro příští tisíciletí, Prostor 1999 (Lezioni americane: sei proposte per il prossimo millennio, 1988)